# Герцог Гимарайнш

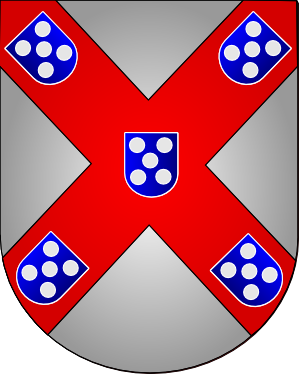
Герб герцогов де Браганса

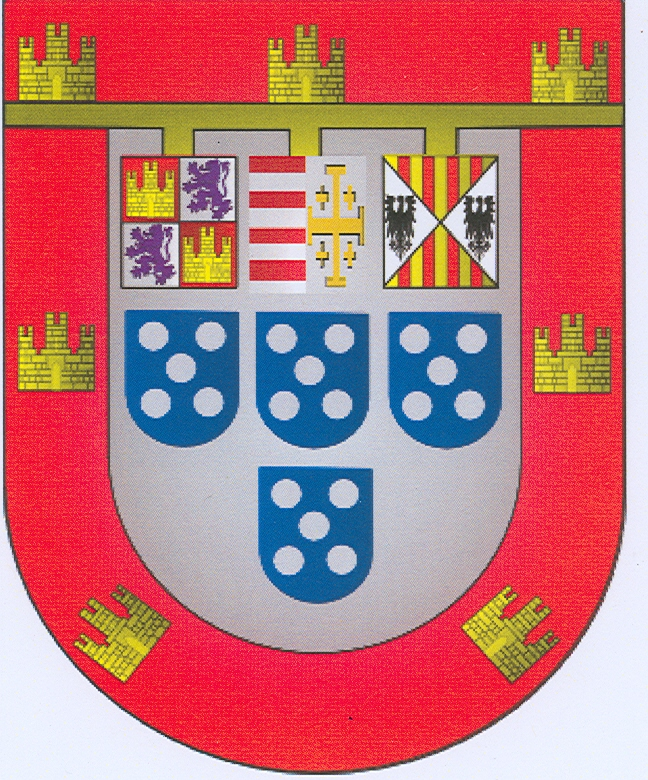
Персональный герб инфанта Дуарте I, 4-го герцога Гимарайнша

Герцог де Гимарайнш (порт. Duque de Guimarães) — португальский дворянский титул. Он был создан королем Афонсу V в 1475 году для Фернанду II, 3-го герцога де Браганса (1430—1483). Король Португалии возвел титул графа Гимарайнша, созданный в 1464 году, в герцогское звание.
Когда Изабелла де Браганса (1514—1576) вышла замуж за инфанта Дуарте (1515—1540), младшего сына короля Португалии Мануэла I, её брат, Теодозиу I, герцог де Браганса (1510—1563), уступил герцогство де Гимарайнш в качестве приданого. Таким образом, инфант Дуарте стал 4-м герцогом Гимарайнш. Его единственный сын, Дуарте II, 5-й герцог Гимарайнш (1541—1576), скончался, не оставив после себя потомства. Тогда герцогство вернулось короне, но вскоре было передано дому Браганса. Король Португалии Филипп III пожаловал титул герцога Гимарайнша Жуану II, 8-му герцогу Браганса (1604—1656).

## Список герцогов де Гимарайнш
- Фернанду II, 3-й герцог Браганса (1430—1483), 1-й граф Гимарайнш (1464), 1-й герцог Гимарайнш (1475). Старший сын Фернанду I (1403—1478), 2-го герцога Браганса (с 1461 года), и Хуаны де Кастро (1410—1479), сеньоры де Кадаваль
- Жайме, 4-й герцог Браганса (1479—1532), 2-й герцог Гимарайнш. Второй сын Фернандо II (1430—1483), 3-го герцога Браганса, и Изабеллы де Визеу (1459—1521), дочери инфанта Фернанду (1433—1470), герцога Визеу и Бежа, и Беатрис Португальской (1430—1506), сестре будущего короля Португалии Мануэла I.
- Теодозиу I, 5-й герцог Браганса (1510—1563), 3-й герцог Гимарайнш. Старший сын Жайме I де Браганса (1479—1532), 4-го герцога Браганса (с 1498 года), от первого брака с Леонор Перес де Гусман (ум. в 1512 году), дочери Хуана Альфонсо Переса де Гусмана (1464—1507), 3-го герцога Медина-Сидония.
- Инфант Дуарте, 4-й герцог Гимарайнш (1515—1540). Шестой сын короля Португалии Мануэла от второго брака с Марией Арагонской
- Инфант Дуарте, 5-й герцог Гимарайнш (1541—1576), единственный сын предыдущего и Изабел Браганса (1514—1576)
- Жуан II, 8-й герцог Браганса, 6-й герцог Гимарайнш (1604—1656), старший сын Теодозиу II де Браганса. С 1640 года король Португалии Жуан IV. Старший сын Теодозиу II де Браганса (1568—1630) и Анны де Веласко и Хирон (1585—1607)
- Инфанта Альдегунда, 7-я герцогиня Гимарайнш (1858—1946), четвёртая дочь короля Португалии Мигеля I и Аделаиды Лёвенштейн-Вертгейм-Розенбергской, жена принца Генри Бурбон-Пармского, граф Барди (1851—1905), сына Карла III Пармского
- Дуарте Пиу, 8-й герцог Гимарайнш (род. 1945), нынешний (25-й) герцог Браганса. Старший сын Дуарте Нуну, 24-го герцога Браганса (1907—1976), и Марии Терезы Лёвенштейн-Вертгейм-Розенбергской.